# Österreichische Botschaft für Armenien
Die Österreichische Botschaft für Armenien ist die Botschaft der Republik Österreich für die Republik Armenien (armenisch Hajastani Hanrapetutjun).

## Geschichte
Armenien gehörte ab 1514 zum Osmanischen Reich, zuständig war also der Österreichische Gesandte bei der Hohen Pforte in Istanbul. Nach der Gründung der Sowjetunion im Jahr 1922 war der Österreichische Botschafter in Russland an der Botschaft Moskau der Vertreter (1924–1927, ab 1945). Die Moskauer Botschaft blieb auch nach dem Zerfall der Sowjetunion 1990/1991 zuständig. Das Engagement Österreichs in Armenien geht auf die humanitäre Hilfe nach dem schweren Erdbeben 1988 zurück. Seit 2011 ist Armenien ein Schwerpunktland der Österreichischen Entwicklungszusammenarbeit (OEZA), und es wurde am Honorarkonsulat in Jerewan (Eriwan) ein Büro für technische Zusammenarbeit aufgebaut (heute von der Austrian Development Agency ADA betrieben).
2012 wurde dann ein eigener Botschafter akkreditiert, er residiert am Außenministerium in Wien.
Für Visum-Anträge von Antragstellern mit Wohnsitz Armenien ist seit 1. Januar 2023 die Österreichische Botschaft Tiflis zuständig.

## Liste der Österreichischen Botschafter
| Name                  | Amtszeit              | Anmerkungen                                                    |                       |
| Österreich → Armenien | Österreich → Armenien | Österreich → Armenien                                          | Österreich → Armenien |
| --------------------- | --------------------- | -------------------------------------------------------------- | --------------------- |
| Alois Kraut           | seit August 2012      | ao. und bev. Botschafter für Armenien und a. i. für Usbekistan |                       |